# آبادی
آبادی به‌معنای محل آباد است. کلمهٔ «آباد» از کلمهٔ پهلویِ «آپاتان» گرفته شده‌است به‌معنی عامر، عامره، معمور، معموره، مزروع، آبادان و مسکون، در مقابل ویران و ویرانه، بائر و خراب و بی‌آب. 

## آبادی در تقسیمات کشوری ایران
آبادی یک نقطه جغرافیایی شامل مجموعه یک یا چند مکان و اراضی به‌هم‌پیوسته (اعم از کشاورزی و غیرکشاورزی) که خارج از محدوده  شهرها یا هر آبادی دیگر واقع شده و دارای محدوده ثبتی یا عرفی مستقل باشد. اگر آبادی در زمان آمارگیری محل سکونت خانوار یا خانوارهایی باشد، دارای سکنه و در غیر اینصورت خالی از سکنه تلقی می‌شود. آبادی ممکن است یک ده، یک مزرعه، یک مکان، یک معدن و امثال آن باشد.

## ساختار اسامی آبادی‌های ایران
کلمه آباد به صورت پسوند در نامگذاری اغلبی از روستاهای ایران بکار رفته، چراکه مایه اصلی آبادانی آب می‌باشد و نام بردن آن در کنار نام‌های محل‌ها قدرشناسی ایرانیان از آب را رسانده، چنانچه که در نام‌های بخشی از آبادی‌های واقع در جنوب شرقی ایران کلمه چاه بکار رفته که این نشاندهنده این موضوع است که آب در آن مناطق بتوسط چاه به‌دست می‌آمده مانند: چاه سلطان، چاه مسلم، چاه بهار و حال اگر بخواهیم در توصیف کامل نامگذاری روستاهای ایران توضیح کوچکی داده باشیم در بخش‌های غربی ایران یعنی مناطق کٌردنشین کلمه «کانی» که در کٌردی بمعنای چشمه‌است به صورت پیشوند برای نامیدن روستاها بکار گرفته شده‌است مانند: کانی سیف، کانی سخت، کانی مانگا (در فارسی نیز به معدن که بمعنای سرچشمه و منبع هرچیزاست «کان» گفته شود، کانی=معدنی) و در بخش‌های شمال غربی این لفظ به صورت «کندی» نامیده شده و همچو آباد در مقام پسوند جای گرفته مانند کلیسا کندی، کٌردکندی، کلمه کندی از همان معنای کندن آمده، کندها اغلب جهت اسکان احشام و در بعضی جاها جهت اسکان یافتن خود افراد بوده، که در مجاورت تپه‌ها و کوه پایه‌ها ایجاد شده، شرایط اقلیمی آن مناطق نشان می‌دهد کلمه کندن در به‌دست آوری آب نبوده چراکه آب در آن مناطق به راحتی یافت می‌شده بلکه از فطرت سرما و امنیت جانی از موجودات درنده بوده.
| یکایک همه نام و کین توختیم |  | همه شهر آباد را سوختیم |